# 肛門腺
肛門腺（anal gland）是哺乳類動物的一個腺體，又稱肛門囊，是成對的腺體，位置在肛門兩側或肛門內部。

## 人類
每個人都有七至八個肛門腺，每個肛門腺都有一個內開口，位於肛門內離肛門口約1.5公分的地方。

## 犬貓
當犬、貓在排便時，肛門腺的開口隨著肛門口打開，排出肛門腺液潤滑肛門，使犬、貓能順利排便。
肛門腺的另一個作用，是犬、貓之間的互相辨識，當犬、貓見面的時候，會互相聞對方的屁股進行分辨。此外，排放出來的肛門腺液，也是犬、貓們用來劃分地盤的工具。